# Sud Radio (Frankrijk)

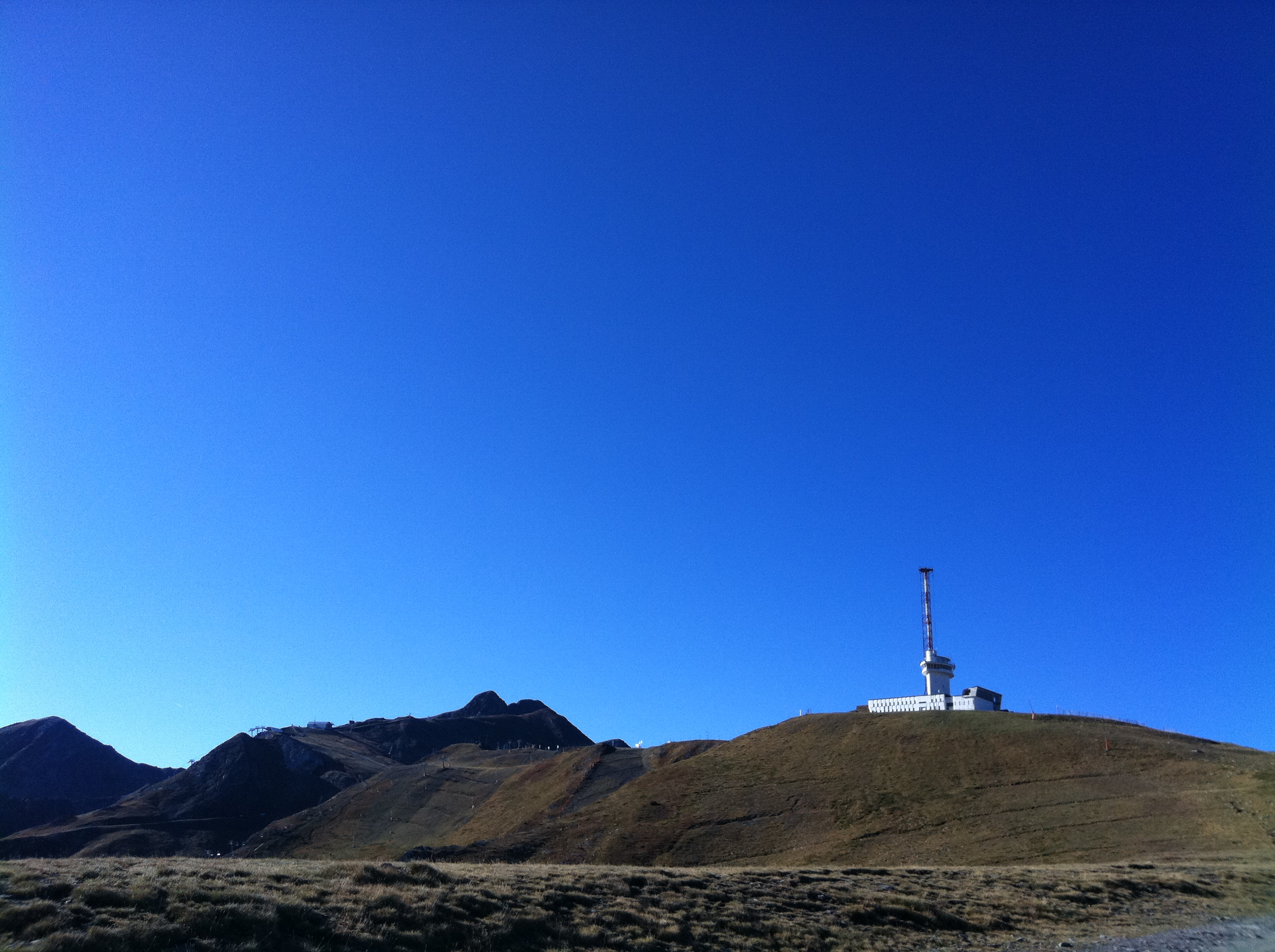
Zendinstallatie in El Pas de la Casa, Andorra

Sud Radio is een Frans commercieel radiostation gevestigd in Labège, een voorstad van Toulouse. De zender richt zich voornamelijk op het zuidwesten van het land. De zender begon in 1958 als radio périphérique, dat wil zeggen een radiostation waarvan de zendinstallaties niet op het Franse grondgebied stonden, omdat er in die tijd een staatsmonopolie op radio van kracht was.

## Geschiedenis
Sinds 1939 zond Radio Andorra, een andere radio périphérique, uit over het volledige Franse grondgebied sinds 1939 vanuit Andorra. Deze zender was volledig onafhankelijk en neutraal, ook tijdens de Tweede Wereldoorlog, en hoewel deze zender zich beperkte tot muziekuitzendingen en geen stelling nam tijdens de oorlog, werd de eigenaar, Jacques Trémoulet, veroordeeld voor collaboratie. Radio Andorra werd hier ook mee in verband gebracht. De Franse regering deed er alles aan om Radio Andorra het zwijgen op te leggen. In 1951 besloot de Franse regering tot het oprichten van een concurrerende radio périphérique in het prinsdom om Radio Andorra van de markt te drukken. Deze zender moest de naam Andorradio gaan hebben. Een jaar later echter besloot het Andorrese parlement dat dit onrechtmatig was. De Fransen sloten de grens met het land en onder president Vincent Auriol begonnen onderhandelingen met het bergstaatje over de oprichting van een tweede zender. Het prinsdom zwichtte uiteindelijk en in 1958 kon er begonnen worden met uitzenden. Om verwarring te voorkomen, werd Andorradio omgedoopt tot Radio des Vallées d'Andorre, kortweg Radio des Vallées.
In 1961 kregen beide zenders een concessie voor 20 jaar. In 1966 veranderde de naam van Radio des Vallées in de huidige naam Sud Radio; de zendinstallatie in El Pas de la Casa werd in hetzelfde jaar vernieuwd en kreeg een vermogen van bijna 900 kW. Hiermee overstemde de zender Radio Andorra, en in 1968 nam Sud Radio de positie van marktleider over van de concurrent. Sud Radio werd op dat moment goed beluisterd in het gehele zuidwesten van Frankrijk (Aquitanië, Midi-Pyrénées en Languedoc-Roussillon) en beschikte over studio's in Andorra la Vella en Toulouse.
In 1981 besloot het parlement van Andorra de concessies aan beide zenders niet te verlengen. Men vond dat het buitenland te veel invloed had op de Andorrese media en wilde een publieke omroep beginnen voor en door Andorra zelf. Radio Andorra moest de deuren sluiten, Sud Radio kon verplaatsen naar Toulouse omdat in Frankrijk het staatsmonopolie op radio inmiddels was opgeheven. Het station werd een commerciële regionale zender en breidde langzaamaan het zendgebied uit, onder andere richting Bordeaux, Limoges, Poitiers en Marseille. De zender kocht andere stations op en bracht deze onder in de Sud Radio Groupe.
Vanaf januari 2011 kreeg de zender tevens een uitzendlicentie voor Île-de-France (de regio van Parijs) en werd daarmee een nationale zender. Later dat jaar besloot de directie de 'politieke correctheid' te laten varen en meer tijd in te ruimen voor de mening van luisteraars. Het kwam de zender al vrij snel duur te staan, toen sommige luisteraars tijdens de uitzending een tirade hielden over een 'Joods complot', naar aanleiding van de vrijlating van Dominique Strauss-Kahn die opgesloten was in verband met verdenkingen van seksueel misbruik. De presentatoren reageerden slechts lauwtjes op deze verklaringen, waardoor de Conseil supérieur de l'audiovisuel (de Franse hoge raad voor radio en televisie) de zender een waarschuwing gaf.
In 2012 werd de zender in de verkoop gezet en in 2013 gekocht door Fiducial groupe, die alleen Sud Radio kocht. De andere zenders van Sud Radio Groupe gingen met elkaar door en hernoemden de groep tot Groupe 1981.
Sinds 2017 worden alle programma's van de zender vanuit Parijs uitgezonden, en zijn de kantoren in Labège gesloten.

## Programmering
Op werkdagen dagen bestaat de programmering van de zender voor ten minste 12 uur uit nieuwsuitzendingen, actualiteiten en andere editoriale praatprogramma's met interviews, debatten en commentaren. Daarbij neemt sport een vooraanstaande plaats in, en dan met name rugby. In het weekend neemt de hoeveelheid informatieve programma's ten minste 8 uur in beslag.
Omdat Sud Radio een generale zender is, zendt men volgens de conventie niet meer dan 15% van de tijd muziek uit. Hierbij hebben Franse 'gouwe ouwe' de voorkeur, naast de laatste ontdekkingen ook binnen de Franse muziekwereld.